# Xylanthemum pamiricum
Xylanthemum pamiricum là một loài thực vật có hoa trong họ Cúc. Loài này được (O.Hoffm.) Tzvelev miêu tả khoa học đầu tiên năm 1961.